# Altstadtbrücke (Görlitz)
Die Altstadtbrücke war die erste befestigte Neißequerung auf dem Görlitzer Stadtgebiet. Sie verband bis 1945 in verschiedenen Bauformen die Görlitzer Altstadt mit der Ostvorstadt. Nach der Sprengung der Fachwerkbogenbrücke von 1907 kurz vor Ende des Zweiten Weltkrieges und der nachfolgenden Trennung der Stadt in einen deutschen und polnischen Teil erinnerten lediglich die steinernen Widerlager auf beiden Uferseiten an die Brücke. Im Jahr 2004 wurde ein Neubau als Fußgängerbrücke zwischen Görlitz auf deutscher und Zgorzelec auf polnischer Seite über die Lausitzer Neiße eröffnet. Die Bogenbrücke weist eine Stützweite von rund 80 Metern auf und soll ein Symbol für ein zusammenwachsendes Europa und wiederzusammenwachsende Stadtteile sein.

## Lage
Die Altstadtbrücke verbindet die Görlitzer Altstadt mit der Zgorzelecer Neißevorstadt. Von der Görlitzer Neißstraße kommend quert man die Ufer- bzw. Hotherstraße unterhalb der Pfarrkirche St. Peter und Paul, um auf die Brücke zu gelangen. Nördlich der Brücke befindet sich auf deutscher Seite an der Hotherstraße die Vierradenmühle. Auf polnischer Seite mündet die Brücke auf der Ulica Wrocławska (ehem. Breslauer Straße) am nach historischem Vorbild entstehenden Postplatz. Hier befindet sich nördlich der Brücke die Dreiradenmühle. Zwischen der Drei- und Vierradenmühle überfließt die Neiße ein Wehr.

## Geschichte

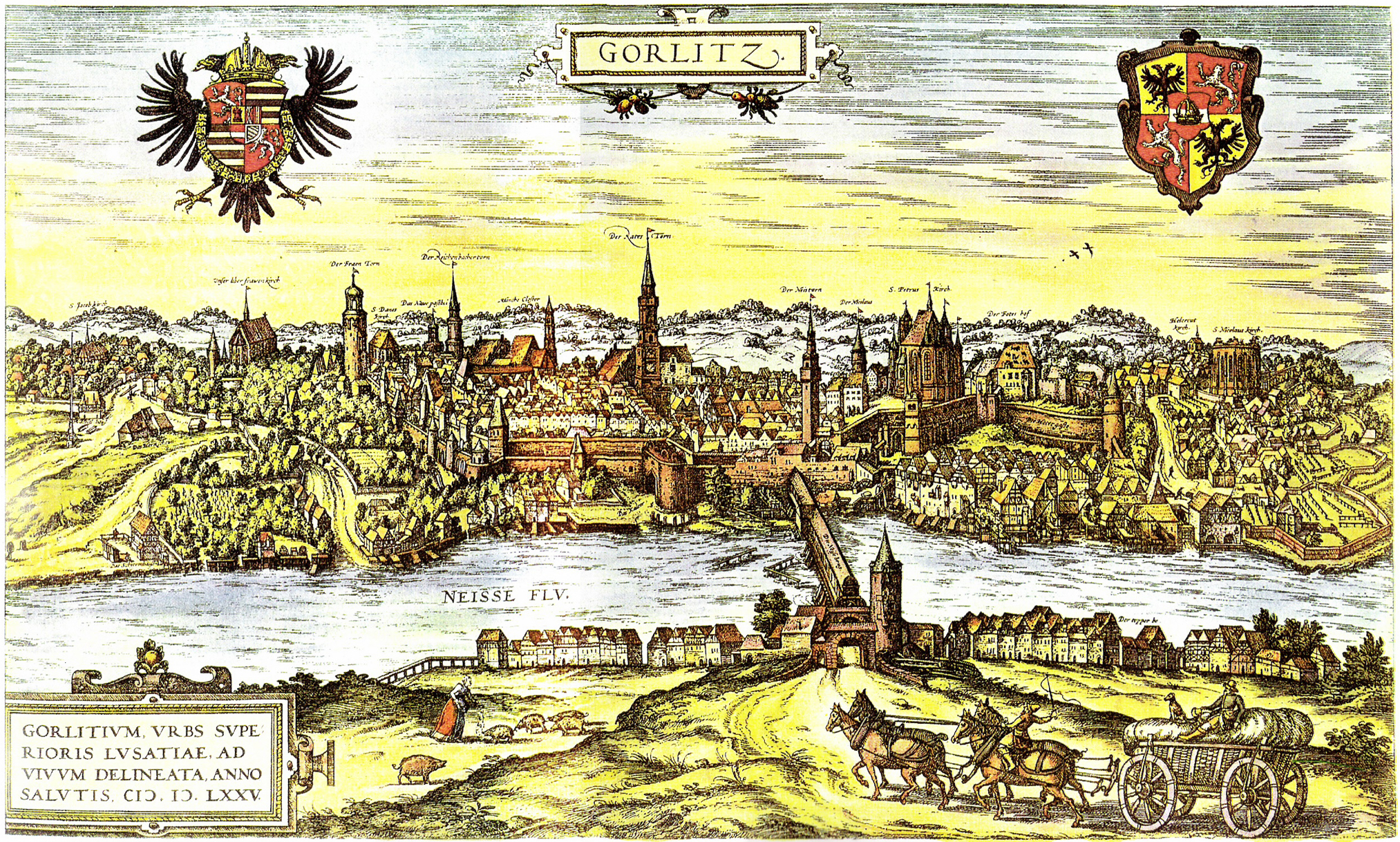
Stadtansicht von 1575

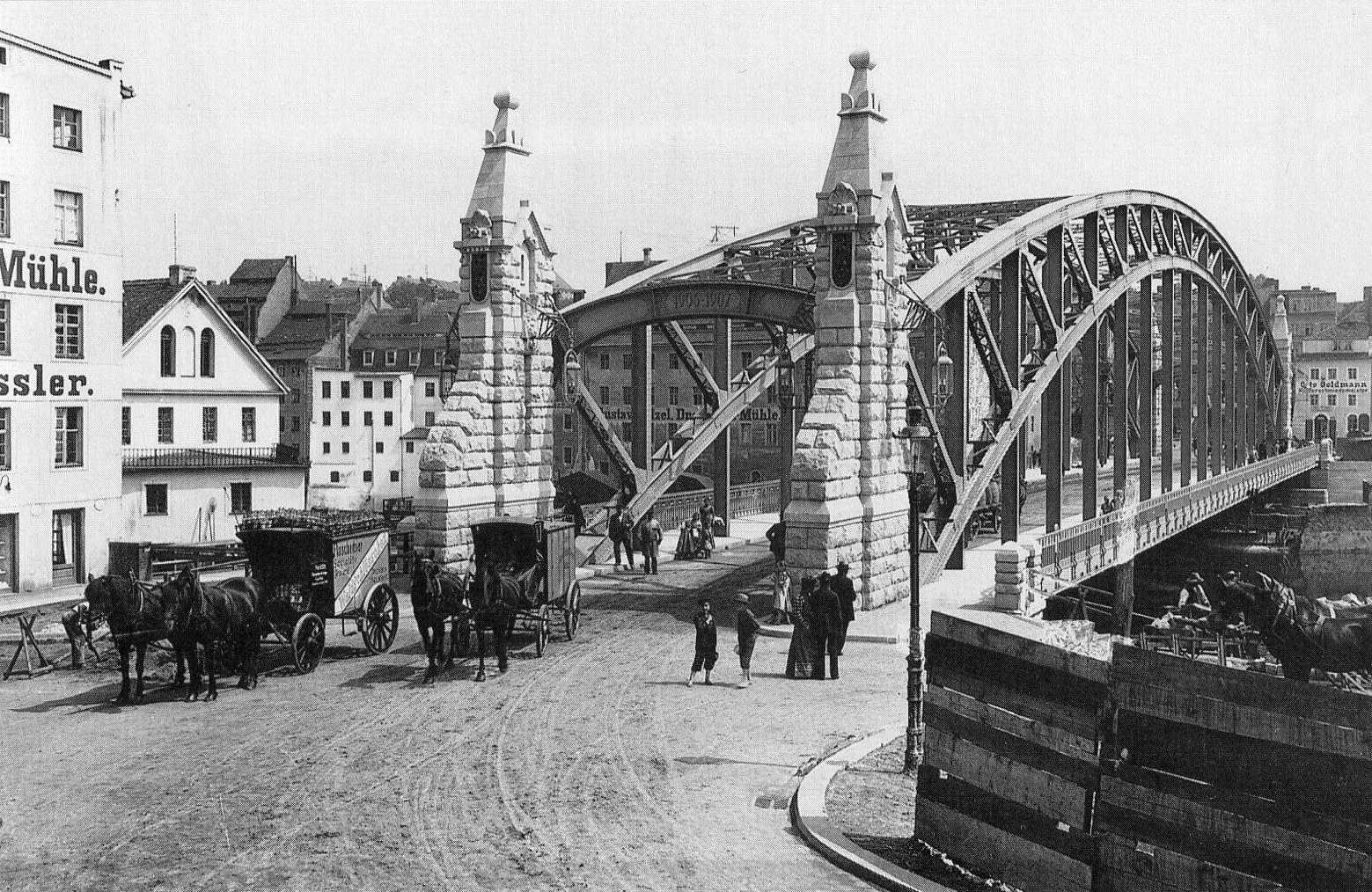
Die Fachwerkbogenbrücke zwischen 1907 und 1945

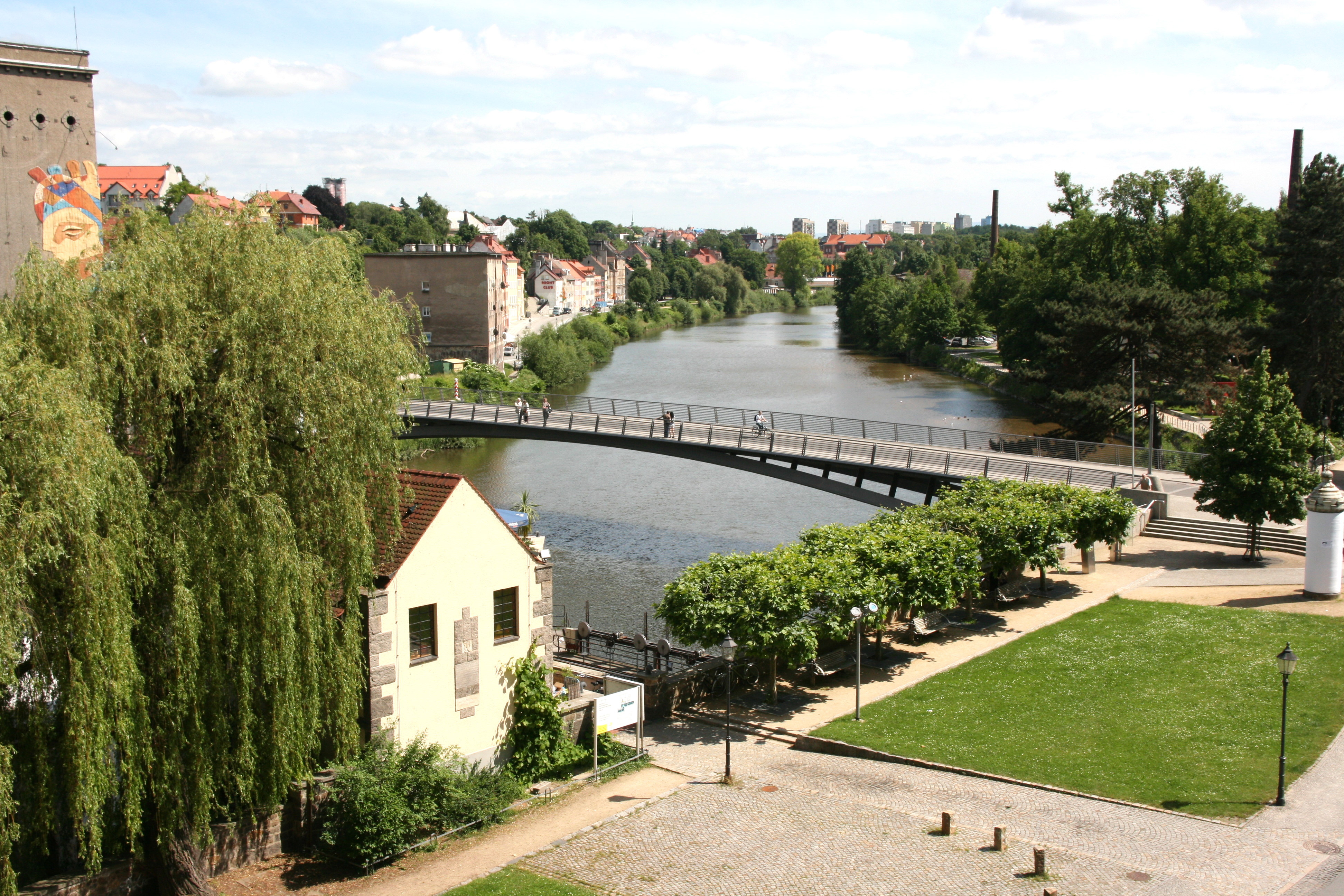
Blick auf die Altstadtbrücke mit Drei- und Vieradenmühle

Erstmals wurde 1298 eine Brücke an diesem Ort erwähnt. Sie war aus Holz gebaut und musste immer wieder erneuert werden, da nicht nur die Belastung durch die Handelskarawanen ihren Tribut zollten, sondern auch Feuerbrünste, Hochwasser und Kriegseinwirkungen.
Zur Sicherung der einzigen Flussquerung in der Umgebung baute man um 1470 einen Wehrturm am Brückenkopf auf der Ostseite – den sogenannten Spittelturm oder auch Spitalturm. Zusätzlich empfahl Stadtbaumeister Wendel Roskopf 1536 der Stadt nach dem großen Stadtbrand vom 12. Juni 1525, bei dem auch die Altstadtbrücke zerstört wurde, den Ersatz der Holzbrücke durch den Bau einer neuen Steinbrücke, was jedoch aus Kostengründen nicht verwirklicht wurde. Die Brücke erhielt 1566 lediglich eine Überdachung. Die Holzbrücke samt ihrer Überdachung sowie der Spittelturm sind auf der Stadtansicht von 1575 sehr gut im Zentrum des Bildes erkennbar.
Während des Dreißigjährigen Krieges wurde die durch schwedische Truppen besetzte Stadt 1641 wiederum durch kursächsisch-kaiserliche Truppen belagert. Wie auch ein Kupferstich von 1641 zeigt, wurde bei den Kämpfen um die Stadt auch die Altstadtbrücke in Brand gesetzt. Am 23. Mai 1813 zündeten zurückziehende preußische und russische Truppen von der Schlacht bei Bautzen die Brücke an, konnte aber schon 3. Juni wieder soweit hergerichtet werden, dass sie befahrbar war.
Im Norden der Stadt an der Rothenburger Straße am Vorwerk Tischbrücke schlug man stets in Zeiten der Unbefahrbarkeit der Altstadtbrücke eine flache Notbrücke über die Neiße auf.
Erstmals entstanden im 19. Jahrhundert weitere Querungen über die Lausitzer Neiße in der Stadt. Als erstes schlug man 1847 eine 475 Meter lange Eisenbahnbrücke über das tiefe Neißetal südlich der Innenstadt – den Neißeviadukt. Zur Entlastung des innerstädtischen Verkehrs folgte 1875 die Reichenberger Brücke (heute: Papst-Johannes-Paul-II.-Stadtbrücke) südlich des Stadtparkes. 1897 wurde die Altstadtbrücke durch ein Hochwasser zerstört.
Für den Nachfolgebau mussten ab 1903 das Sterbehaus Jakob Böhmes und die Kirche zum Heiligen Geist am Ostufer sowie die Tuchfabrik Carl Samuel Geißlers am Standort der alten Neißebadestube am Westufer dem Neubau der Altstadtbrücke bzw. einer neuen Verkehrsführung weichen. Seit 1907 ersetzte eine moderne Stahlbogenbrücke die Vorgängerholzbauten. Am südlichen Pfeiler am Ostufer war ein Bronzerelief angebracht, das an die abgebrochene Brücke und die Heilig-Geist-Kirche erinnerte. Die Brücke wurde am 7. Mai 1945, wie alle anderen Neißequerungen in der Stadt, von sich zurückziehenden Wehrmachtstruppen gesprengt.
Gemäß der auf der Konferenz von Jalta im Frühjahr 1945 beschlossenen Aufteilung Deutschlands schlug man nach der Kapitulation des Deutschen Reiches die Gebiete östlich von Neiße und Oder dem polnischen Staat zu. So fiel auch die östliche Görlitzer Vorstadt, die die Altstadtbrücke bis zum Vortag der Kapitulation mit der Altstadt verband unter polnische Verwaltung. Für einen Wiederaufbau der Altstadtbrücke bestand zunächst kein Bedarf, da der Grenzverkehr zwischen den beiden Teilstädten über die wiedererrichtete Stadtbrücke abgewickelt wurde. 1950 wurden die Trümmer der gesprengten Altstadtbrücke beseitigt.
Nach der Wende rückte ein Wiederaufbau der Brücke in greifbare Nähe. Im Jahr 2003 begannen die Bauarbeiten an der neuen Altstadtbrücke. Gebaut wurde die Brücke von Alpine Bau Deutschland und Stahlbau Niesky. Bereits beim Görlitzer Altstadtfest vom 26. bis 28. August 2004 drängten sich Tausende von Besuchern und Einwohnern der Zwillingsstädte Görlitz/Zgorzelec über die noch nicht offiziell eröffnete Altstadtbrücke. Sie wurde nach einer Bauzeit am 20. Oktober 2004 feierlich für den Fußgänger- und Fahrradverkehr eröffnet. Bis zum Beitritt Polens zum Schengener Abkommen fanden auf der polnischen Seite der Brücke noch Grenzkontrollen durch deutsche und polnische Grenzbeamte statt. Hierzu wurde ein provisorischer Containerbau aufgestellt, der nach dem Schengenbeitritt Polens 2007 verschwand. Beim alljährlich stattfindenden Altstadtfest und dem gleichzeitig stattfindenden Jakuby-Fest auf Zgorzelecer Seite verbindet die Brücke seitdem beide Festgelände dies- und jenseits der Neiße miteinander.